# Droit d'inventaires
Ne doit pas être confondu avec Droit d'inventaire.
 (janvier 2012).
Droit d'inventaires est un essai biographique paru en 2009, écrit par l'ancien secrétaire général du Parti socialiste François Hollande, qui revient sur la politique suivie par François Mitterrand puis par Lionel Jospin pendant les 11 années qu'il a dirigé le Parti socialiste. Il parle également de la façon dont il voit son évolution dans les années à venir.
Cet ouvrage est bâti à partir d'interviews faits par le journaliste Pierre Favier, auteur de la série en quatre volumes La Décennie Mitterrand.

## L'origine de l'expression
L'expression du droit d'inventaire est reprise d'une fameuse déclaration que fit Lionel Jospin le 9 avril 1995 à un meeting du parc Floral de Vincennes, pour l'élection présidentielle,, : 

« Pourquoi n'aurions-nous pas collectivement, et n'aurais-je pas moi, comme candidat à l'élection présidentielle, le droit d'inventaire ? N'est-ce pas cela l'attitude de la raison ? N'est-ce pas cela l'attitude de l'esprit critique et de l'esprit de progrès ? »

Jospin propose un tri de la présidence Mitterrand, louant les avancées comme les réformes sociales, la politique culturelle, la décentralisation et pointe les échecs, surtout le projet de loi Savary.
Selon des observateurs, Mitterrand est blessé par cette déclaration et soutient assez peu Jospin (des hypothèses vont plus loin et suggèrent qu'il favorisa la victoire de Jacques Chirac),.
Libération détourna la formule pour son numéro du 10 mai 2011 célébrant les 30 ans de la victoire de Mitterrand, et devint « Le Droit d'inventer ».

## Itinéraire politique
Ce Droit d'inventaires représente une réflexion sur le bilan d'un leader politique resté 11 ans à la direction du Parti socialiste et mêlé de ce fait aux grandes décisions qui ont marqué cette époque où la gauche était au pouvoir.
Il montre les faiblesses comme les réussites de l'action de la gauche au pouvoir, pour en tirer des enseignements quant à l'avenir. Son ambition est de réhabiliter la social-démocratie qui a encore un rôle essentiel à jouer surtout dans le contexte actuelle de crise du système libéral. Le livre est dans son esprit une « ardente obligation » pour préparer dans de bonnes conditions la présidentielle de 2012.

## Contenu
François Hollande commence par exposer les raisons qui l'ont conduit, lui issu d'un milieu aisé, qui fait l'ENA, à rejoindre François Mitterrand en 1972 et de le soutenir ensuite contre Michel Rocard.
La victoire de 1981, c'est d'abord l'émerveillement d'un retournement inattendu mais aussi la perspective des difficultés qui attendent la gauche ». La crise est là, l'implantation de François Hollande en Corrèze est lente et semée d'embûches. Son passage à l'information avec Max Gallo ne dure que deux ans avant que, en 1986, la droite gagne les élections législatives. Après sa réélection, François Mitterrand se tourne vers la politique étrangère et François Hollande, député de Tulle constate les divisions au sein de son parti.
« La politique a besoin de fidélité » dit-il au congrès de cette année-là et il ajoute en pensant au passage de témoin entre François Mitterrand et Lionel Jospin que « nul ne peut diriger le Parti socialiste en brisant le cours de sa propre histoire ». Il discerne une nette différence entre les deux septennats : l'un « de transformation » et l'autre « de circonstance. » Il évoque son action pendant le gouvernement de Lionel Jospin (1997-2002) en définissant sa conception du secteur public et de son rôle, qui doit reposer sur une vision à long terme de l'économie, les restructurations nécessaires, les investissements à réaliser dans les secteurs prioritaires retenus. C'est revenir aux fondamentaux, définir des priorités contre le conjoncturel comme le faisait auparavant le commissariat général, au plan.
La baisse des impôts ne doit pas se faire au détriment de la diminution de l'endettement public, surtout s'il est important et pèse sur l'économie. Il défend la position de Lionel Jospin, disant que « l'État ne peut pas tout. » Son rôle essentiel peut se résumer à ces trois principes : réguler, contrôler, sanctionner. Sur le plan politique, pour éviter toute difficultés relationnelle à l'avenir dans une majorité de gauche, il préconise un pacte majoritaire et une coalition parlementaire.

## La «catastrophe» du 21 avril 2002
Il s'explique sur la défaite de Lionel Jospin au premier tour de la présidentielle. Selon lui, c'est l'absence de perspective unitaire qui a provoqué l'éclatement des candidatures de la gauche plurielle qui a précipité la défaite, beaucoup plus que les difficultés stratégiques au cours de la campagne électorales. Dans la tempête qui suivit, le soutien « républicain » à Jacques Chirac, l'adversaire de la veille, et la défaite aux législatives, François Hollande essaie comme il peut de maintenir le cap, d'éviter les règlements de comptes personnels.
Il préfère rechercher les erreurs stratégiques collectives qui ont conduit à cette situation. Les attentes des électeurs sur le pouvoir d'achat ou sur la lutte contre les violences urbaines n'avaient pas assez été prises en compte et ont eu leur prix sur le plan électoral. Le monde ouvrier ressent d'abord un sentiment d'insécurité, aussi bien sur le plan économique que sur le plan social.

## Vague rose et reflux

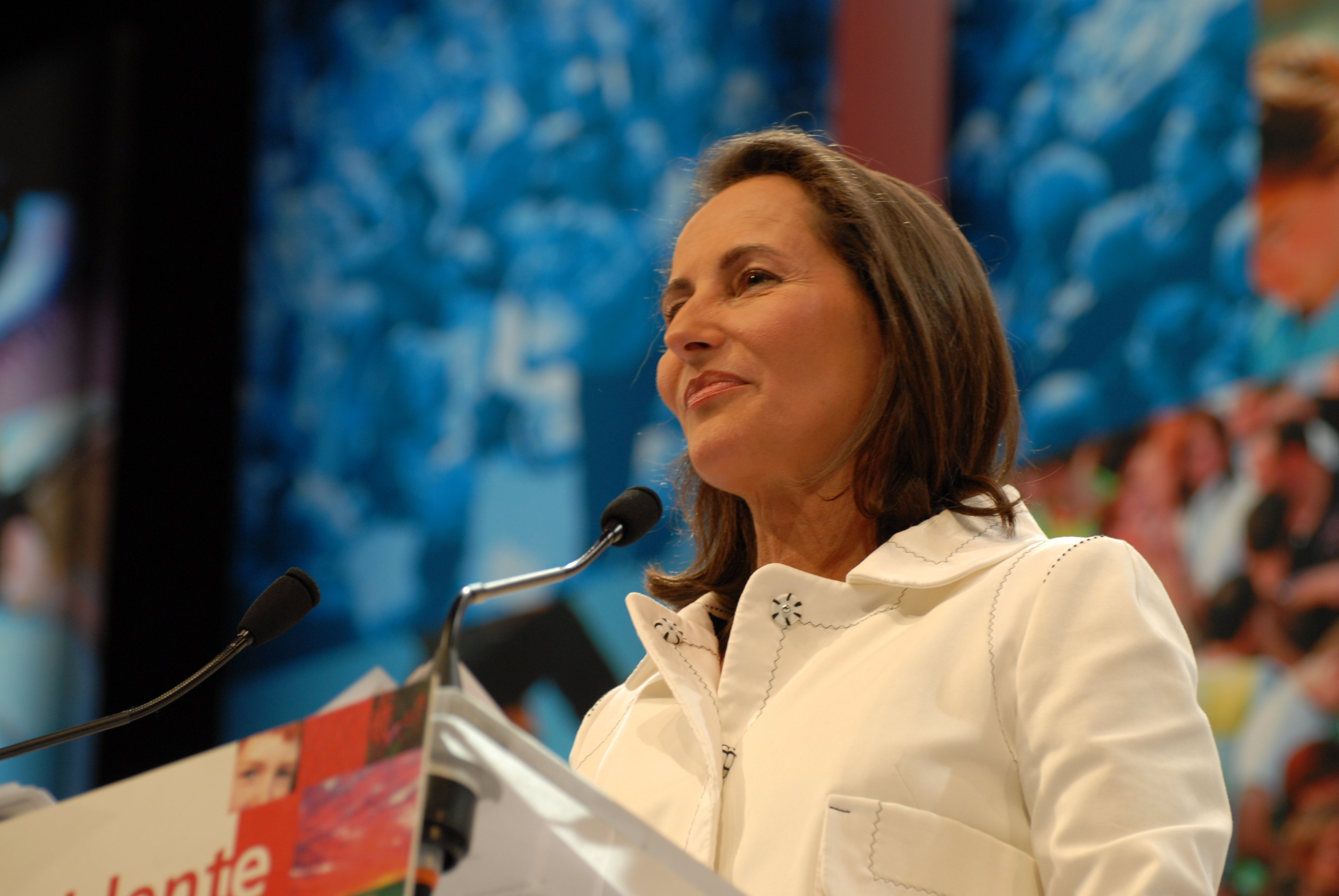
Ségolène Royal en 2007

L'immobilisme du président Chirac et les erreurs du gouvernement Raffarin vont en grande partie provoquer une déferlante de gauche aux élections cantonales puis surtout aux élections régionales de mars 2004 et aux élections européennes où le Parti socialiste recueille plus de 30 % des voix dès le premier tour.
La situation va se brouiller avec la ratification du traité européen, même si en cette fin d'année 2004, François Hollande est désigné comme « l'homme de l'année » selon l'hebdomadaire Le Point. Malgré un vote interne des militants de 60 % en faveur de la ratification du traité, le Parti socialiste se fracture et la minorité en faveur du non, l'emporte lors du referendum. 

Sur le fond, la position de François Hollande n'a pas varié : l'Europe est à long terme la chance de la France à condition d'être « assumée devant le peuple. »
François Hollande sépare son rôle de son action à la tête du Parti socialiste : après la victoire aux élections de 2004, il gagne au congrès de Dijon sa légitimité comme Premier secrétaire du Parti. Mais le clivage après le référendum sur le traité européen n'en fait pas automatiquement le candidat à la présidentielle. La candidature de Ségolène Royal à la présidentielle est attractive pour deux raisons essentielles : « c'est un mélange d'innovation politique et de tradition, un phénomène qui va au-delà de la candidature d'une femme qui déclasse les figures classiques des prétendants. » Ce qui fut sa force dans le débat interne ne l'a pas servi par la suite : parler de valeurs et d'éthique ne suffisait plus face à Sarkozy multipliant les promesses sur la sécurité et la fiscalité.

## La défaite et la crise économique

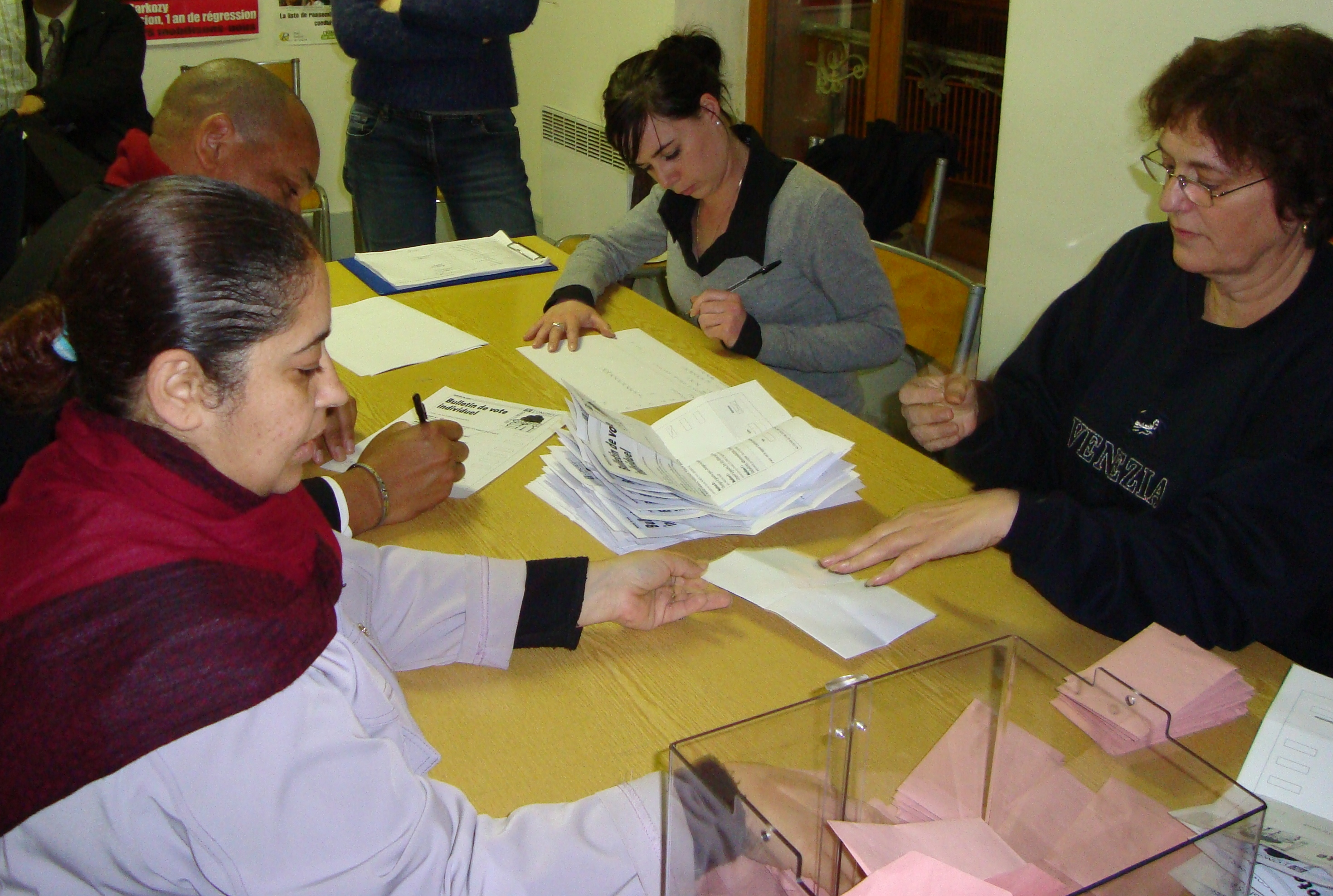
Congrès de Reims, 2008

François Hollande tire les leçons de la défaite de Ségolène Royal à la présidentielle : élaborer une plate-forme de propositions sur laquelle le candidat puisse s'appuyer, intégrer les valeurs de gauche dans la campagne pour rappeler son identité, bien programmer les temps forts de la préparation et de la campagne.
D'un point de vue institutionnel, il porte un jugement sévère sur la façon dont Nicolas Sarkozy truste tous les pouvoirs, s'immisce dans l'action du gouvernement et de ses ministres qui ne sont plus guère que des faire-valoir sans pouvoir réel. L'extrême présidentialisation du régime produit dans notre pays une véritable dérive démocratique.
Sur les conséquences de la crise économique de 2008 et la façon dont la droite l'a gérée, le constat est sans appel et François Hollande le résume par cette formule : « les mots sont en couleurs, les choix sont en noir et blanc. » Le discours volontariste du président de la république est constamment contredit par les décisions prises, favorisant « la rente plutôt que l'investissement, » aidant à reproduire les richesses plutôt qu'à les partager et « laisser dangereusement gonfler les déficits. » Cet écart grandissant entre l'étendue de la crise et sa gestion formelle par la communication  « faire le caméléon » écrit-il- se traduit par une large victoire de la gauche aux élections municipales de mars 2008.
L'avenir, c'est d'abord dépasser ce qu'il appelle « le calamiteux congrès » de Reims en 2008, c'est surtout définir un véritable projet budgétaire et fiscal, l'enjeu d'une réforme fiscale qui doit être « simple, juste et efficace » pour être facile à comprendre, admis par la majorité des Français surtout dans cette période difficile où l'argent est rare, tout en préservant l'outil de production. Il faut d'abord que le Parti socialiste s'adresse aux classes populaires qui lui font moins confiance depuis quelques années. Il faut leur redonner confiance parce qu'elles se sentent déclassées, ont « l'impression pour une génération de vivre moins bien que leurs parents, » le sentiment aussi d'être mal représentées « cherchant l'adversaire... tout près d'elles -les chômeurs, les assistés, les étrangers » et non plus dans les classes dirigeantes.
Le congrès de Reims a montré la nécessité d'organiser des « primaires » - élargies aux sympathisants - pour désigner un candidat à la présidentielle et éviter ainsi concurrences et surenchères au moment où le PS aura besoin de rassembler toutes ses forces pour affronter la prochaine élection présidentielle. De ses 11 ans à la tête du Parti socialiste, il retient la reconnaissance du primat de la présidentielle et la montée des valeurs de droite (individualisme, primat de l'argent...) Il préconise de mieux communiquer; il veut alimenter le débat public avec des idées innovantes et poursuivre le processus engagé pour rénover la base conceptuelle du socialisme qui a déjà abouti à la Déclaration des principes adoptée en juin 2008.

## Vers un nouveau projet
Pour pouvoir gouverner, le Parti socialiste doit gagner en crédibilité. Pour lui, le socialisme doit « donner à chaque personne la capacité de réussir sa vie » en misant sur l'individu. Le rôle du socialisme n'est pas de détruire le capitalisme mais « de le dominer, le mettre au service de l'humanité. »
On pourrait résumer son credo par cette formule : « être juste dans la répartition et plus efficace dans la production. »
Enfin, sur le plan stratégique, pour être bien placé à la présidentielle, François Hollande considère qu'il faut au moins remplir les 4 conditions suivantes : 
- avoir confiance en soi, en ses valeurs, en son destin collectif ;
- porter un projet simple, cohérent et crédible ;
- affirmer une stratégie d'alliance lisible ;
- avoir suffisamment à l'avance désigné un candidat à la légitimité incontestable.